# Búðardalur
Búðardalur – miejscowość w zachodniej Islandii, nad zatoką Hvammsfjörður, na jej wschodnim wybrzeżu, położona około 1 km na północ od ujścia rzeki Laxá, płynącej rozciągającą się na wschód doliną Laxádalur. Búðardalur stanowi największą miejscowość w gminie Dalabyggð (region Vesturland). Na początku 2018 roku zamieszkiwało ją 272 mieszkańców. 
Przez miejscowość przebiega droga nr 60 łącząca droga nr 1 z Fiordami Zachodnimi. W pobliżu miejscowości odchodzi również droga nr 59, która wiedzie przez dolinę Laxádalur aż do fiordu Hrútafjörður.
Okolice Búðardalur należą do najwcześniej zasiedlonych części Islandii. Znajdują się tutaj jedne z pierwszych śladów osadnictwa na wyspie. W okolicy  znajdują się ślady osady, z której Eryk Rudy chciał wyruszyć w wyprawę na Grenlandię. Budownictwo z X i XI wieku odtworzono w pobliskim skansenie Eiríksstaðir.
Nazwa Búðardalur oznacza "dolinę obozową" i pochodzi od obozowiska, które zbudowali pierwsi osadnicy. W 1899 roku Búðardalur uzyskało prawa wiejskie i dzięki temu miejscowość mogła się rozwijać oraz posiadać własną administrację. Miejscowość nastawiona jest głównie na przetwórstwo ryb.